# Der Schäfer und die Schlange
Der Schäfer und die Schlange ist ein Märchen. Es stand in Ludwig Bechsteins Deutsches Märchenbuch nur in frühen Auflagen.

## Inhalt
Einen armen Schäfersbub zieht es immer zu einem einsamen Stein mit einer Quelle und einem Birnbaum. Er meidet Gesellschaft. Eine silberweiße Schlange zeigt sich, wenn er Flöte spielt. Am Sonntag Trinitatis offenbart sie sich als verzauberte Prinzessin, die er durch drei Küsse von ihr erlöst. Im Dorf vermisst man ihn.

## Herkunft
Bechstein vermerkt nur „Mündlich.“ Der Stil lässt auf Wilhelmine Mylius schließen. Die Prinzessin ist „unermeßlich reich an Perlen- und Goldschätzen“, wie in Die Perlenkönigin. Trinitatis ist ein Kirchenfest, der Schlangenkuss ein Sagenmotiv, vgl. Bechsteins Die Schlange mit dem goldnen Schlüssel, Grimms Deutsche Sagen.